# 楊叔通
杨叔通（1475年—？年），字静修，浙江宁波府鄞縣人，明朝政治人物。

## 生平
治《書經》，弘治八年（1495年）由國子生中式乙卯科浙江鄉試第二名舉人，正德三年（1508年）戊辰科第二甲第三十四名進士。历官南京礼部儀制司郎中，正德十六年（1521年）三月升湖广按察司副使、提调学校。嘉靖二年（1523年）十月升陕西右参政，七年（1528年）九月升山西右布政使，八年十一月丁母忧。

## 家族
曾祖杨灏，遇例冠帶。祖杨寔，训导、贈刑部主事。父杨文卿，山東按察司提学副使。母李氏（1437年-1513年），封安人，加封太恭人。慈侍下。兄楊叔達，義官。